# Hina Rabbani Khar

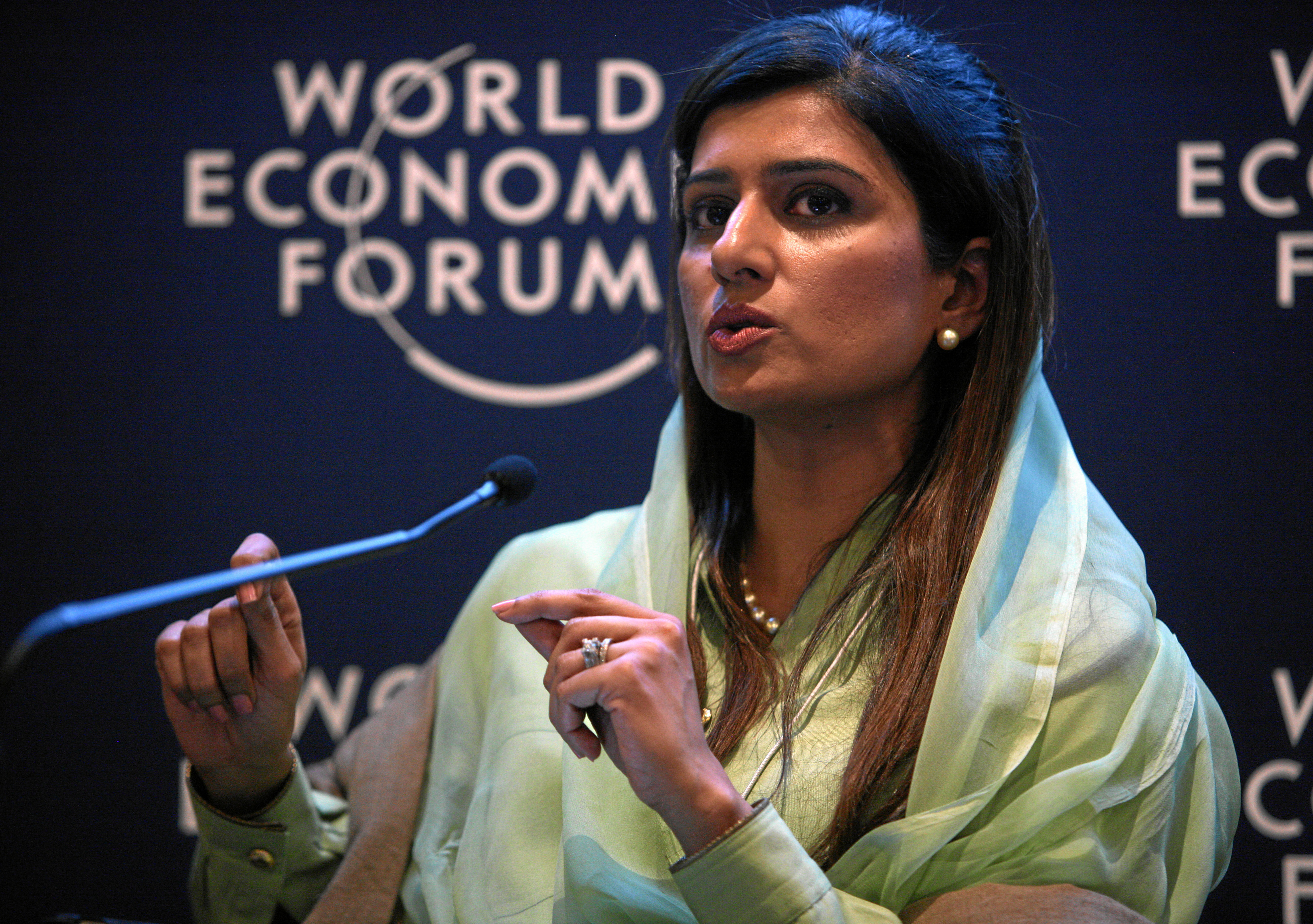
Khar während des WEFs 2012

Hina Rabbani Khar (* 19. Januar 1977 in Multan) war die Außenministerin von Pakistan von Februar 2011 bis Mai 2013. Sie war die erste Frau in dieser Funktion und in ihrer Amtszeit jüngstes Kabinettsmitglied.

## Leben

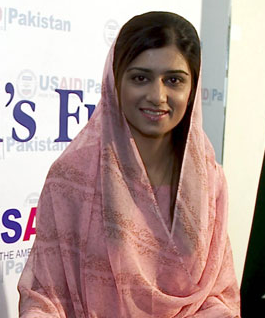
Hina Rabbani Khar

Hina Rabbani Khar entstammt dem Stamm der Kharral. Ihr Vater Ghulam Noor Rabbani Khar besaß große Ländereien in der Punjab-Provinz. Schon ihr Großvater Mohammed Yar Khar und ihr Urgroßvater Malik Gulam waren reiche Großgrundbesitzer. Sie ist die Nichte des Politikers Mustafa Khar, von dem seine Ex-Ehefrau Tehmina Durrani in ihrem 1994 international veröffentlichten Buch Mein Herr und Gebieter ein wenig schmeichelhaftes Bild als Feudalherr zeichnete.
Sie studierte bis 1998 an der Lahore University of Management Sciences (LUMS). Ihren Master-Abschluss in Management erwarb sie 2001 an der Universität von Massachusetts. Sie ist verheiratet mit Feroze Gulzar, Sohn eines Industriellen, den sie als Studienfreund auf der LUMS kennenlernte. Das Ehepaar hat zwei Töchter.

## Karriere
Khar startete ihre politische Karriere unter Pervez Musharraf. Als ihr Vater 2002 nicht mehr für die Nationalversammlung kandidieren durfte, weil ihm nach einer Gesetzesänderung der erforderliche Schulabschluss fehlte, kandidierte sie erfolgreich für seinen alten Sitz. Sie wurde für die PML-Q Mitglied der Nationalversammlung und Staatssekretärin im Wirtschafts- und Statistikministerium.
Im Jahre 2008 ließ sich Khar für die oppositionelle PPP ins Parlament wählen. Die PPP gewann die Wahlen, und sie behielt ihre Stellung als Staatssekretärin auch unter dem neuen Präsidenten Asif Ali Zardari. Nach dem Rücktritt von Schah Mahmud Qureshi wurde sie im Februar 2011 zur kommissarischen Außenministerin im Rang einer Staatssekretärin ernannt. Am 19. Juli 2011 wurde sie offiziell zur Außenministerin ernannt und am 20. Juli vereidigt.
Mit der Ernennung von Khar wollte Zardari „ein positives Signal für das weiche Image Pakistans“ setzen. Dies ist ihm gelungen, allerdings wurde in deutschen Presseberichten davon ausgegangen, dass außenpolitisch wichtige Entscheidungen in Pakistan auch weiterhin vom Militär getroffen werden.